# Vilhelm Rosenberg
Vilhelm Rosenberg, född den 20 augusti 1862 i Köpenhamn, död den 4 juli 1944, var en dansk tonsättare, son till Carl Rosenberg.
Rosenberg blev student 1881, genomgick konservatoriet 1884-86, var dirigent vid Dagmarteatern 1889-91, lärare vid Hornemans musikinstitut 1890-1906 och ledare av sångsällskapet Ydun 1892-1907. Han blev 1909 dirigent för Afholdsfolkenes fælleskor och stiftade med andra Dansk koncertforening 1901. 
Rosenberg komponerade flera häften romanser och duetter samt operan Lorenzaccio, "konsertdramat" Attila, musik till baletten Terpsichore, kantaterna Tonernes Verden och Charles Dickens samt musik till skådespelen "Klytemnestra", "En Sjæl efter Døden", "Brand", "Klokken, der sank", "Vasantasena" med flera.